# Enrico Frassi
Enrico Frassi (Como, 31 luglio 1836 – Como, 23 gennaio 1903) è stato un geografo italiano. In alcuni testi è indicato come d'Italo Enrico Frassi.

## Milano-Vienna in velocipede
Nel 1873 divenne noto per un viaggio da Milano a Vienna (andata e ritorno) su un velocipede in legno; il 12 giugno completò la prima tappa fino a Lambrate. Ad ogni tappa faceva certificare ai sindaci il percorso svolto.

## Fusi orari

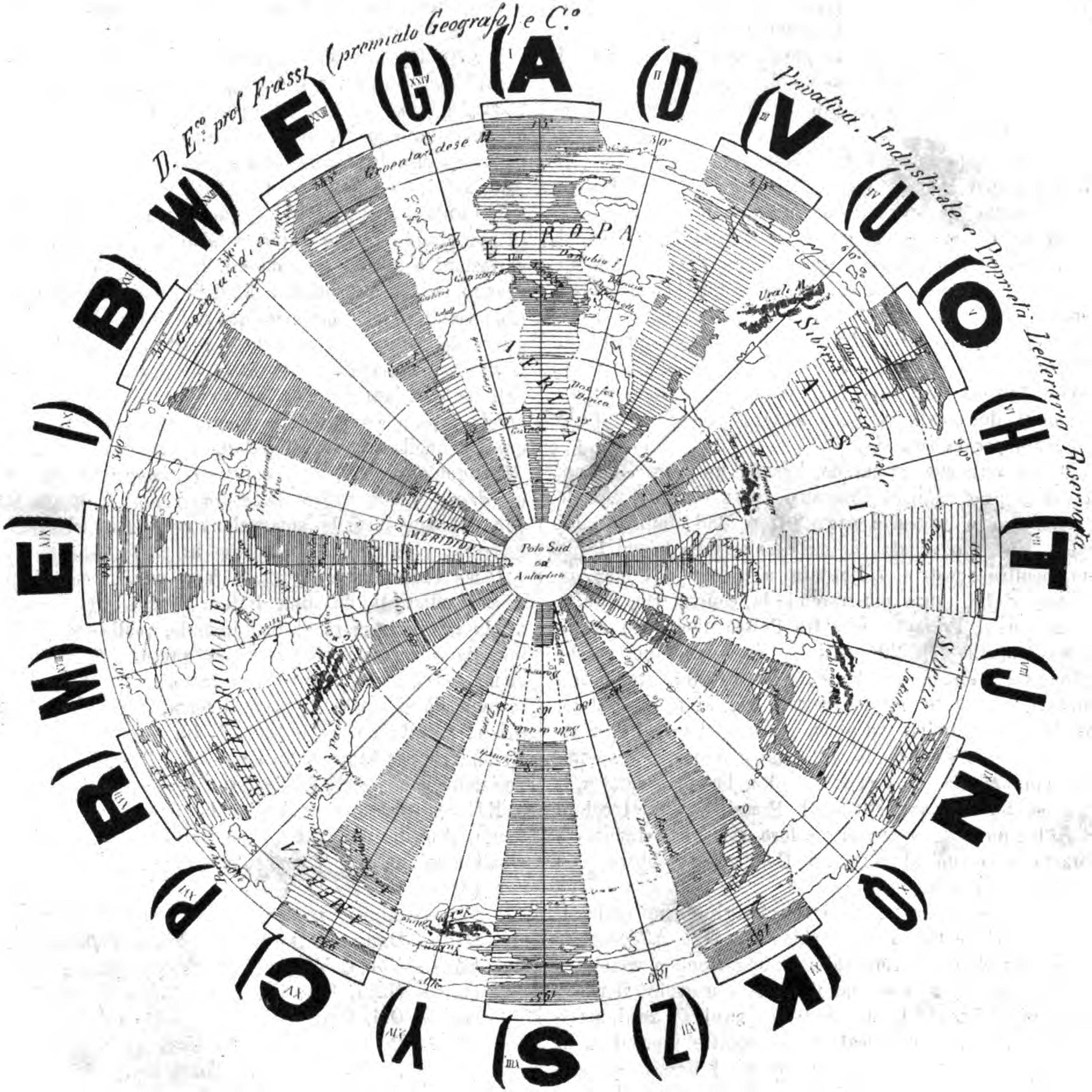
Il sistema Frassi per i fusi orari

Attorno al 1874 iniziò a occuparsi dell'adozione dei fusi orari, partecipando a diversi convegni e realizzando numerose pubblicazioni sull'argomento.
Già nel 1875 partecipò al secondo Congresso geografico internazionale a Parigi, presentando una relazione con la suddivisione della terra in 24 fusi, identificando ogni zona con una lettera. La nota fu premiata con medaglia d'argento di seconda classe.
Negli anni successivi il Frassi proseguì la propria opera in favore dei fusi orari, perfezionando il proprio metodo di nomenclatura dei fusi orari, associando ad ognuno una lettera legata al territorio compreso. Le parentesi erano utilizzate per distinguere la posizione a est o a ovest del meridiano di Greenwich. Il sistema non venne utilizzato in modo ufficiale.
- (G) – Greenwich, Guascogna, Gibilterra
- (A – Alpi, Adriatico, Austria
- (D – Danubio, Dardanelli, Debra Tabor
- (V – Volga, Varana, Volonesc
- (U – Urali, Ufa, Ulang
- (O – Obi, Omsk, Oxus
- (H – Himalaja, Henzada, Hog
- (T – Taimur, Tongusi, Tonchino
- (J – Jigank, Jakutsh, Jablonoi
- (N – Nogaoka, Nippon, Nuyts
- (Q – Queensland, Queenstown, Quain
- (K – Kamchatka, Kurili, Kanagin
- (Z) – Zelanda nuova
- S) – Salto di data, Sydenham, Samoa
- Y) – Yukon fiume, monti e forte
- C) – Charlotte, Colombia, Cokburn
- P) – Parry, Pitt, Portland.
- R) – Rocciose, Repubblican, Rum.
- M) – Mississipì, Michigan, Merida.
- E) – Est America, Eleutera, Equatore.
- I) – Intercolonial times, Imataca, Itaxi
- B) – Brasile, Bahia, Blumenan
- W) – Werner, Wilhelm Land, Washington Capo
- F) – Ferro, Fuertaventura, Freetown.

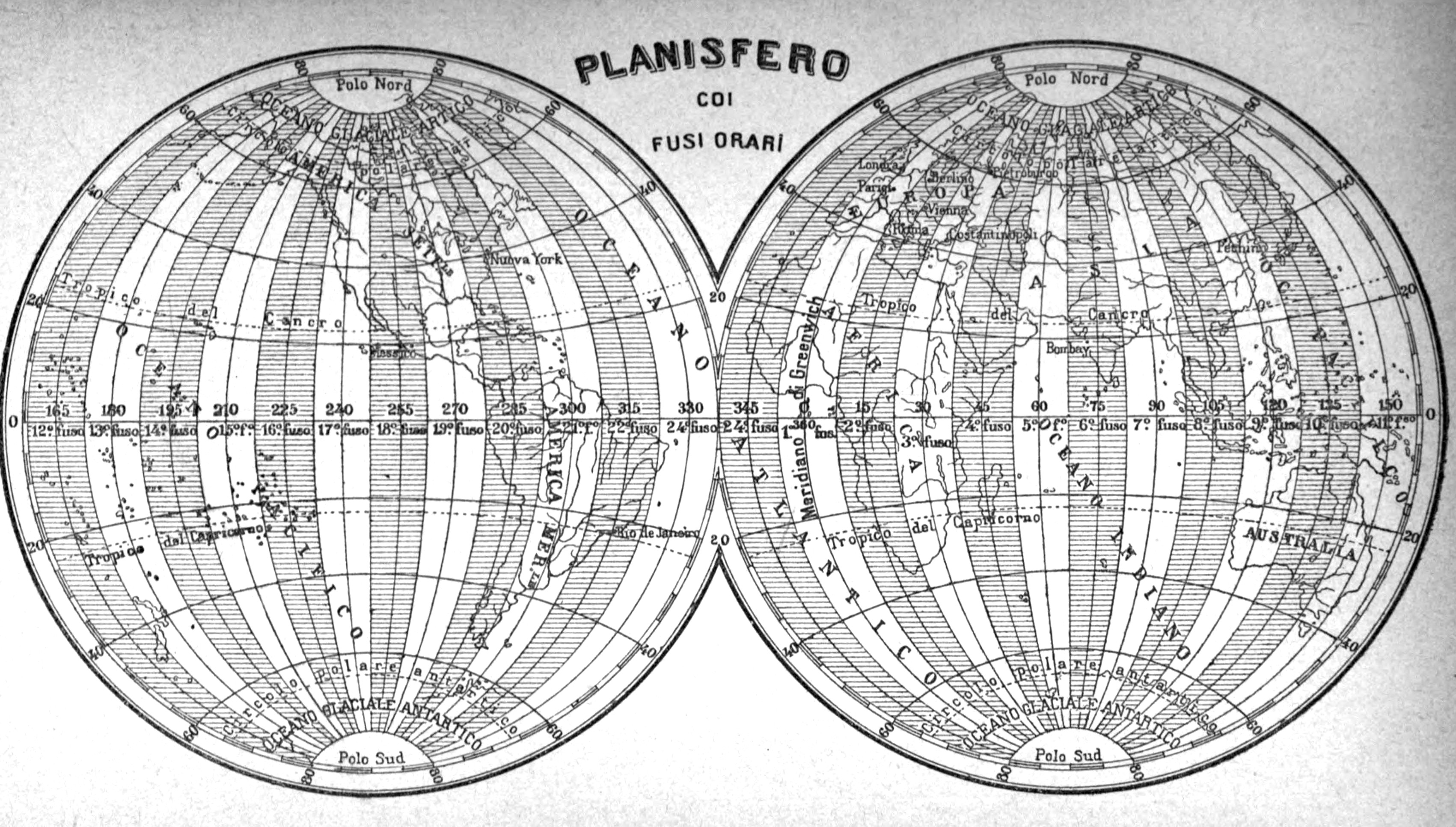
Planisfero coi fusi orari in Almanacco italiano, 1896

Nel 1893, con l'adozione in Italia del fuso orario, le idee di Frassi suscitarono un certo interesse. Tra le sue pubblicazioni sono numerose le rappresentazioni dei fusi orari con diversi metodi di proiezione cartografica, riportando la nomenclatura da lui ideata.
L'editore R. Bemporad & figlio di Firenze pubblicò nelle edizioni dell'Almanacco Italiano per gli anni 1896, 1897 e 1898 una carta dei fusi orari. Il Frassi, ritenendo plagiato il proprio lavoro, denunciò la cosa alla Società Italiana degli Autori; l'editore si difese indicando che l'utilizzo dei fusi era ormai una norma internazionale e che la nomenclatura dei fusi da lui utilizzata era diversa da quella del Frassi. La cosa fu poi probabilmente risolta rapidamente, perché nell'Almanacco Italiano per il 1899 non venne riportata la mappa con i fusi orari, ma venne citato il Frassi tra i principali studiosi italiani sull'argomento insieme a Filopanti, Celoria, Rizzetti, Naccari, Rajna e Ricchieri.
Nel 1899 e nel 1900, sempre partecipando a diversi congressi, si dedicò anche alla realizzazione di un orologio geografico mondiale.
L'ho incontrato un giorno alla stazione di Lugano, e gli sono stato presentato dall'ingegner Enrico Bignami, l'antico e valoroso socialista onorato dell'amicizia di Giuseppe Garibaldi.
È un uomo di media statura, al quale gli anni — che non son pochi — non hanno tolto la vigoria del corpo, tutto nervi e movimento la vivacità, della faccia — resa profetica dalla barba brizzolata — e sopra tutto la scioltezza e la rapidità vertiginosa dell'eloquio.»
(Da un'intervista su Avanti! del 15 maggio 1900)

## Pubblicazioni
- (FR) Nouveau système geographique de graduation horaire symbolisée donnant la connanssance intuitive des differences horaires et des longitudes selon le divisions sexagesimales et centesimales de la circonference terrestre, 1875. (presentato al II Congresso geografico internazionale)
- L'adozione di un meridiano iniziale e dell’ora universale, in Terzo congresso geografico internazionale tenuto a Venezia dal 15 al 22 settembre 1881, Roma, 1882,  pp. 591-595.
- Atlante popolare. Nuovo sistema orario mondiale a 24. fusi e 24 simboli adottato per l’Italia con R. Decreto 10 agosto 1893, Milano, 1893.
- Il Sistema-Frassi dei 24 fusi orarî simbolizzati, quale emerse dalle pubblicazioni 1873-75 ad 1893-95, conciliato coll'ora universale marittima e scientifica, e raffrontato con altri recenti progetti americano-europei, Milano, 1895.
- (EN) On Time-Reform, and Hour Zones, in Report of the Sixth International Geographical Congress Held in London, London, 1896,  pp. 261-267.
- Ispezione sul Globo Terraqueo, Milano, 1895. (2 carte)
- Il planiglobo colla riforma oraria mondiale in esso compendiata secondo il sistema fusolare del prof. Enrico Frassi, Como, 1900.
- (FR) La Nouvelle Cartographie Horaire, in Verhandlungen des Siebenten Internationalen Geographen-Kongresses, Berlin, 1901,  pp. 113-119.